# Mercè Capsir i Vidal
Mercè Capsir i Vidal (Barcelona, 3 d'agost de 1897 - Suzzara, Llombardia, 13 de març de 1969) fou una soprano catalana.

## Biografia
Fou filla de Josep Capsir, baríton, i Mercè Vidal, soprano, la qual va ser coneguda sota el nom artístic de Mercedes Tressols, per la qual cosa Mercè Capsir és de vegades esmentada com a Mercè Capsir i Tressols. Va néixer al número 126 del carrer Vila i Vilà de Barcelona, a les 10 del matí del 3 d'agost de 1897, segons la inscripció registral de naixements de l'ajuntament de Barcelona. Va cursar els estudis de cant, piano i composició al Conservatori del Liceu, de Barcelona, i va ésser orientada artísticament pel professor de cant Joaquim Vidal Nunell.
Amb el paper de Gilda a Rigoletto debutà el 1913 a Girona i el 1914 al Gran Teatre del Liceu amb el paper de Micaela a Carmen. Orientada cap al repertori lleuger de coloratura, va destacar amb els papers de Violetta i Gilda al Teatro Real de Madrid, al Liceu de Barcelona, al São Carlos de Lisboa i al Colón de Buenos Aires l'any 1916. L'any següent fou Gilda en una reposició de Rigoletto a l'Òpera de París. Després de l'èxit que estava assolint Itàlia s’interessà per la soprano, la qual debutà amb El barber de Sevilla l'any 1918 a l'Apolo de Bolonya. A Venècia cantà I puritani juntament amb l'aleshores semiprincipant Lauri-Volpi l'any 1919. Després de la temporada del seu debut definitiu, 1919-20 (durant la qual també cantà Balada de Carnaval, d'Amadeu Vives), la soprano va emprendre una brillant carrera internacional que la va portar el 1924 a debutar a la Scala de Milà cantant Rigoletto, juntament amb el baríton Carlo Galeffi i el tenor Miguel Fleta i sota la direcció de Toscanini. A la Scala hi tornà de manera regular per cantar Gilda, però també l'any 1929 per una reposició d'Il Re, de Giordano. Durant aquells anys actuà amb freqüència a Itàlia, on es va casar, i ja no tornà al Liceu fins al 1930, any en el qual cantà Rigoletto, Hamlet i La traviata. La temporada 1934-35 del Liceu Mercè Capsir encapçalà I Puritani i la versió en català de Der Rosenkavalier, sota el paper de Sophie Faninal i amb Vincenzo Bettoni com a baró Ochs. En aquesta mateixa temporada cantà també Il barbiere di Siviglia i I puritani, en aquesta darrera acompanyada pel tenor Hipòlit Lázaro en dues úniques funcions commemorant el centenari de la mort de Vincenzo Bellini. La temporada següent cantà Rigoletto, La traviata i La Bohème.
Mercè Capsir va fer un gran carrera per tot Europa amb un repertori limitat, però que s’adaptava a la perfecció a les seves qualitats de soprano lleugera: La traviata, El barber de Sevilla, Rigoletto, La sonnambula, I puritani, La Bohème, Don Pasquale, Madama Butterfly, Lucia di Lammermoor i Martha, entre d'altres. La seva veu estava de moda, en la línia de cantants com Maria Barrientos i Josefina Huguet, i destacava per la coloratura, la seva veu cristal·lina, l'agut i unes notables qualitats interpretatives. La Guerra Civil espanyola l'agafà a Itàlia i en aquells anys va poder actuar en aquest país gràcies al seu matrimoni italià.
L'any 1939 va cantar al Liceu la primera òpera que es va fer després de la guerra: La Bohème, organitzada el 29 d'abril en homenatge a l'Exèrcit i en benefici d'Auxilio Social i de l'Hospital Clínic de Barcelona, pel que va venir expressament d'Itàlia. Per aquest motiu el 5 de gener de 1940 va rebre la Medalla d'Or de la ciutat de Barcelona, entregada per les autoritats «pels seus mèrits artístics, i per les seves reiterades proves de pur espanyolisme».
Capsir fou un dels puntals sobre els quals es va sostenir el Liceu durant la Segona Guerra Mundial i les seves seqüeles. Durant els primers anys quaranta la seva presència fou garantia de la qualitat que el públic podia esperar del Liceu per l'òpera italiana, en aquell moment en el qual l'òpera alemanya es veia tan afavorida. Amb un repertori més verista va cantar La Bohème, Madama Butterfly, Adriana Lecouvreur, L'amico Fritz, Manon Lescaut, etc.
El 22 de maig del 1948 es produí una de les infreqüents visites de Franco al Liceu. En el seu honor es preparà un programa lleuger basat en música espanyola: La vida breve, cantada per Mercè Capsir i el nou valor líric Joan Oncina, a més d'Ángeles Rossini i Àngel Anglada. El amor brujo, amb Joan Magriñà i Maria de Ávila, i un recital a càrrec de Victòria dels Àngels.
Després de trenta-quatre anys de carrera artística, Mercè Capsir va sentir la necessitat de retirar-se i ho va fer el 26 de gener de 1949 cantant per última vegada al Liceu amb una òpera que estava plena de significat per ella i que tant havia cantat per Europa: Il matrimonio segreto de Cimarosa, fent el paper de Carolina. Va ser una òpera que va comptar amb un repartiment local però de gran qualitat lírica: Joan Oncina, en el paper de Paolino, Manuel Ausensi el de comte Robinson, Lluís Corbella el del baix buffo Don Geronimo, Pura Gómez va cantar el paper d'Elisetta i Anita Reüll va fer divertit el seu rol de Fidalma.
Va caure el teló sobre la carrera de Mercè Capsir i, amb ella, es tancava un gloriós capítol de la història de la lírica catalana com a última representant de l'escola de sopranos lleugeres que havia iniciat Josefina Huguet, a finals dels anys 1880, i que havien continuat Maria Barrientos, Elvira de Hidalgo, Graziella Pareto i la mateixa Mercè Capsir; un autèntic conjunt de figures internacionals que havien donat vida a tantes nits glorioses del primer terç del segle.
La soprano també va tenir les seves vel·leïtats de compositora; va escriure una peça que s’ha gravant en alguns discs: unes variacions sobre un tema de Mozart que són, més que res, un seguit de frases decoratives per al lluïment d'una soprano lleugera. Després de retirar-se es dedicà a l'ensenyança del cant al Conservatori Superior Municipal
de Música de Barcelona. El 28 de gener de 1968 se li tributà un homenatge al Liceu juntament amb Hipòlit Lázaro i Marcos Redondo, intèrprets de la cèlebre
gravació de Marina realitzada en els primers anys 1930 i que ha quedat com a referència. Aquell mateix any es traslladà a Itàlia definitivament, on va morir el març de l'any següent.